# Suphot Wonghoi
Suphot Wonghoi (thailändisch สุพจน์ วงษ์หอย, * 29. Mai 1987 in Chonburi), auch als Noy bekannt, ist ein thailändischer Fußballspieler.

## Karriere
Suphot Wonghoi erlernte das Fußballspielen in der Jugend des Erstligisten Chonburi FC in Chon Buri. Seinen ersten Vertrag unterschrieb er 2008 beim wenige Kilometer entfernten Zweitligisten Sriracha FC. Der Verein wurde 2008 Vizemeister und stieg somit in die Erste Liga, der Thai Premier League, auf. Nach 52 Spielen wechselte er 2013 nach Suphan Buri zum Erstligisten Suphanburi FC. Die Saison 2014 wurde er nach Bangkok zum Ligakonkurrenten Army United ausgeliehen. 2016 wechselte er in die Zweite Liga und schloss sich Ubon UMT United aus Ubon Ratchathani an. Die Rückrunde 2017 wurde er an den Erstligisten Thai Honda Ladkrabang FC ausgeliehen. Mit dem Verein stieg er nach Ende der Saison in die Zweite Liga ab. Nach Leihende verpflichtete ihn Thai Honda 2018 fest. 2019 unterschrieb er einen Vertrag beim Erstligaaufsteiger Trat FC. Am Ende der Saison 2020/21 musste er mit dem Verein aus Trat als Tabellenvorletzter in die zweite Liga absteigen. Nach dem Abstieg verließ er Trat und wechselte in die dritte Liga zum Zweitligaabsteiger Uthai Thani FC. Mit dem Verein aus Uthai Thani trat er in der Northern Region der Liga an. Am Ende der Saison feierte er mit Uthai Thani die Meisterschaft der Region. In der National Championship, den Aufstiegsspielen zur zweiten Liga, belegte man den ersten Platz und stieg nach einer Saison in der Drittklassigkeit wieder in zweite Liga auf. Nach dem Aufstieg verließ er Uthai Thani und schloss sich im Juli 2022 dem Drittligisten Pattaya Dolphins United an. Der Verein aus Pattaya trat in der Eastern Region der Liga an. Mit dem Verein wurde er am Ende der Saison Meister der Region. In den Aufstiegsspielen zur zweiten Liga konnte man sich jedoch nicht durchsetzen. Da dem MH Nakhonsi City FC die Zweitligalizenz verweigert wurde, stieg Pattaya als Gesamtvierter der dritten Liga in die zweite Liga auf. Nach insgesamt 32 Ligaspielen wurde sein Vertrag im Sommer 2024 nicht verlängert. Im Juli 2024 verpflichtete ihn sein ehemaliger Verein Trat FC.

## Erfolge
Sriracha FC
- Thai Premier League Division 1: 2008 (Vizemeister)  ▲

Ubon UMT United
- Thai Premier League Division 1: 2016 (Vizemeister)  ▲

Uthai Thani FC
- Thai League 3 – North: 2021/22
- Thai League 3 – National Championship: 2021/22  ▲

Pattaya Dolphins United
- Thai League 3 – East: 2022/23  ▲